# فيليب وليامز (لاعب سنوكر)
فيليب وليامز (بالإنجليزية: Philip Williams)‏ هو لاعب سنوكر بريطاني، ولد في 21 يونيو 1967 في لنلي ‏ في المملكة المتحدة.

## روابط خارجية
- فيليب وليامز على موقع CueTracker.net (الإنجليزية)